# Spermacoce linearifolia
Spermacoce linearifolia är en måreväxtart som först beskrevs av Joseph Dalton Hooker, och fick sitt nu gällande namn av Carl Ernst Otto Kuntze. Spermacoce linearifolia ingår i släktet Spermacoce och familjen måreväxter.
Artens utbredningsområde är Galápagosöarna. Inga underarter finns listade i Catalogue of Life.